# Бартоліно
Бартоліно (пол. Bartolino) — село в Польщі, у гміні Малехово Славенського повіту Західнопоморського воєводства.
Населення — 131 особа (2011).
У 1975-1998 роках село належало до Кошалінського воєводства.

## Демографія
Демографічна структура станом на 31 березня 2011 року:
|          | Загалом | Допрацездатний вік | Працездатний вік | Постпрацездатний вік |
| -------- | ------- | ------------------ | ---------------- | -------------------- |
| Чоловіки | 70      | 11                 | 53               | 6                    |
| Жінки    | 61      | 13                 | 39               | 9                    |
| Разом    | 131     | 24                 | 92               | 15                   |